# 北小路家 (日野流)
北小路家（日语：／ Kitakōji Ke）是日本的一個公家，本姓藤原朝臣，為神別氏族，家格為名家，家紋為鶴丸（／ Tsuru no Maru）。北小路家來自藤原北家日野流支流，是藤原鎌足五世孫、藤原冬嗣之兄藤原真夏的後裔，家祖為權大納言柳原資行三子三室戶誠光次子北小路德光。幕末的北小路隨光為廷臣二十二卿列參事件的參與者之一，其子北小路資武是大正三美人之一、筆名「白蓮」的歌人柳原燁子的首任丈夫，二人生有一子北小路功光。

## 歷史
北小路為名家，來自藤原北家日野流支流，是藤原鎌足六世孫、藤原冬嗣之兄藤原真夏的後裔，家祖為權大納言柳原資行三子三室戶誠光次子北小路德光，《華族類別錄》編為第四十七類。北小路家在江户时代沒有領地，其家祿為藏米30石、三人扶持。幕末的北小路隨光為廷臣二十二卿列參事件的參與者之一，並因此在1866年12月3日（慶應二年十月二十七日）受處分，後於1867年5月3日（慶應三年三月二十九日）孝明天皇崩御百日後獲勅免。
北小路隨光在明治维新後歷任神祇官判事、神祇大祐、神宮大宮司、明宮嘉仁親王祗候等職務，後於1884年（明治十七年）得封子爵，為華族。北小路隨光之子北小路資武曾任職於宫内省，後來成為實業家。除此以外，北小路資武也是大正三美人之一、筆名「白蓮」的歌人柳原燁子的首任丈夫，二人於1900年（明治三十三年）結婚，並生有一子北小路功光，後於1905年（明治三十八年）离婚。北小路功光本人則是昭和年間的小説家、歌人與美術史家。